# جول (کانزاس)
جول (به انگلیسی: Jewell) شهری در ایالت کانزاس کشور ایالات متحده آمریکا است که جمعیت آن در سرشماری سال ۲۰۱۰ میلادی، ۴۳۲ نفر بوده‌است.